# Palmeras en la nieve
Palmeras en la nieve is een Spaanse film uit 2015, geregisseerd door Fernando González Molina.

## Verhaal
In 2003 zien we Clarence die de begrafenis van haar vader Jacobo bezoekt. Ze treft er haar nichtje Daniela, de dochter van haar demente oom Kilian. Beiden weten maar weinig over hun familieverleden. In het huis van Kilian vindt Clarence een dagboek, een half gescheurde foto en een gescheurde brief waarin staat dat er geld naar een onbekende vrouw is gestuurd. In een poging meer over haar familieverleden te weten te komen, begint ze aan een reis die haar meeneemt naar Bioko, het eiland waar haar vader en oom een halve eeuw daarvoor op een cacaoplantage werkten.

## Rolverdeling
| Acteur                | Personage |
| --------------------- | --------- |
| Mario Casas           | Kilian    |
| Adriana Ugarte        | Clarence  |
| Macarena García       | Julia     |
| Alain Hernández       | Jacobo    |
| Laia Costa            | Daniela   |
| Emilio Gutiérrez Caba | Antón     |
| Berta Vázquez         | Bisila    |
| Daniel Grao           | Manuel    |
| Fernando Cayo         | Garuz     |

## Ontvangst

### Recensies
Op Rotten Tomatoes geeft 86% van de 7 recensenten de film een positieve recensie, met een gemiddelde score van 7,67/10.

### Prijzen en nominaties
Een selectie:
| Jaar | Prijs                           | Categorie                | Genomineerde                                               | Resultaat   |
| ---- | ------------------------------- | ------------------------ | ---------------------------------------------------------- | ----------- |
| 2016 | Premios Goya (30ste uitreiking) | Beste enscenering        | Antón Laguna                                               | Gewonnen    |
| 2016 | Premios Goya (30ste uitreiking) | Beste productieontwerp   | Toni Novella                                               | Genomineerd |
| 2016 | Premios Goya (30ste uitreiking) | Beste kostuums           | Loles García Galeán                                        | Genomineerd |
| 2016 | Premios Goya (30ste uitreiking) | Beste grime en haarstijl | Alicia López, Karmele Soler, Manolo García, Pedro de Diego | Genomineerd |
| 2016 | Premios Goya (30ste uitreiking) | Beste origineel nummer   | Lucas Vidal, Pablo Alborán ("Palmeras en la nieve")        | Gewonnen    |